# 二ツ池公園
二ツ池公園（ふたついけこうえん）は愛知県大府市にある公園。公園分類は総合公園。

## 概要
この公園は江戸時代初期にため池として整備された増田池と平戸池の二つの池の周辺を整備して1990年（平成2年）6月に開園した。
園内には自然体験学習施設の「二ツ池セレトナ」をはじめ、噴水や人工の滝、木製デッキ、芝生の広場やデイキャンプ場などの施設を備える。
公園の隣には至学館大学があり、学内に設置されている伊達コミュニケーション研究所が二ツ池セレトナの共同事業を行うほか、大府市のアダプト・プログラムに登録をしており公園の清掃活動なども実施している。

## 施設
- 噴水 - 大小4基の噴水があり日没から20:00までライトアップされる。
- 滝広場 - 落差4mの人工の滝のある広場。
- 親水デッキ - 全長250m、幅約3.5mある木製デッキで浮桟橋へとつづく。夜間のライトアップもあり。
- 散策の森 - 雑木林を整備した森林。
- 子ども広場 - 遊具や砂場のある芝生広場。
- デイキャンプ場 - 完全予約制のデイキャンプ場。セトレナの附帯設備となっているためイベントなどのない日に限り無料で利用できる。

## 二ツ池セレトナ
二ツ池セレトナ（英: Futatsuike SeLe ToNa）は、二ツ池公園の中にある自然体験学習施設である。名称のセレトナとは、Seeing（見る）、Learning（学ぶ）、Touching（触れる、感じる）、Nature（自然）の頭文字を組み合わせた造語で市民公募から名付けられた。

### 施設概要
2004年（平成16年）4月に開館した施設で、館内にはため池やそこに棲む生き物に関する展示コーナーのほか、情報検索パソコンや書籍コーナー、学習室などの学習設備も整っている。また、一年を通して様々なイベントや自然観察会などの自然体験活動が行われている
なお、施設の管理・運営は指定管理者であるアクティオ株式会社が行っている。

### 利用案内
- 開館時間 : 9:00 - 17:00
- 休館日 : 月曜日（月曜日が休日の場合はその翌日）
- 入場料 : 無料

## 周辺施設
- 至学館大学
- 至学館大学短期大学部
- 至学館大学附属幼稚園
- 大府市立北山小学校

## 交通アクセス
- 大府市循環バス（ふれあいバス）中央東コース「セレトナ」バス停で下車。